# Polymixis ridens
Polymixis ridens är en fjärilsart som beskrevs av Jacob Hübner 1827. Polymixis ridens ingår i släktet Polymixis och familjen nattflyn. Inga underarter finns listade i Catalogue of Life.